# Дубовський (Кілемарський район)
Ду́бовський (рос. Дубовский, марій. Дубовский) — селище у складі Кілемарського району Марій Ел, Росія. Входить до складу Ардинського сільського поселення.

## Населення
Населення — 16 осіб (2010; 19 у 2002).
Національний склад (станом на 2002 рік):
- росіяни — 63 %